# Лубянка (приток Вятки)
Лубянка — река в Татарстане и Удмуртии, левый приток реки Вятка.

## География
Длина реки 40 км (из них 30 км в Татарстане), площадь водосборного бассейна — 273 км². Лубянка берёт начало между деревнями Айдуан-Чабья и Тузьмо-Чабья в Удмуртской Республике, устье находится у села Лубяны Кукморского района Республики Татарстан. Протекает по возвышенной равнине, расчленённой оврагами и многочисленными пологими вершинами. У реки 9 притоков, крупнейший из них — левый приток Сарамачка.

## Гидрология
- Лесистость водосбора равна 75 %, густота речной сети 0,31 км/км².
- Река маловодная. Питание реки смешанное, преимущественно снеговое (64 %). Модуль подземного питания 3-5 л/(с×км²). Во время весеннего снеготаяния река в низовьях широко разливается, иногда затопляя близлежащие лесные участки. Средний многолетний слой годового стока В бассейне 116 мм, слой стока половодья 74 мм. Весеннее половодье начинается обычно в конце марта — 1-й декаде апреля. Замерзает в начале ноября. Средний многолетний меженный расход воды в устье 0,4 м³/с.
- Вода мягкая (1,5-3 мг-экв/л) весной и умеренно жёсткая (3-6 мг-экв/л) зимой и летом. Общая минерализация 200—300 мг/л весной и 500—700 мг/л зимой и летом[6].

## Природа
- В реке водятся речной гольян и хариус (оба вида занесены в Красную книгу Республики Татарстан). В долине реки обитают 4 вида рептилий (Занесены в Красную книгу РТ: веретеница, обыкновенная гадюка), 6 видов амфибий (занесены в Красную книгу РТ: серая жаба, гребенчатый тритон), 24 вида млекопитающих (занесены в Красную книгу РТ: кутора, европейская норка, горностай, медведь), 125 видов птиц (занесены в Красную книгу РТ: серый журавль, кулик-сорока, малая крачка, лебедь-шипун, большая выпь, луговой лунь, скопа, орлан-белохвост, беркут, филин, болотная сова, обыкновенная неясыть, домовой и воробьиный сычи, козодой, зимородок, удод, седой дятел, лесной жаворонок, крапивник).
- Постановлением Совет Министров Татарской АССР от 24 апреля 1989 г. № 167 и постановлением Кабинета Министров РТ от 29 декабря 2005 г. № 644 признана памятником природы регионального значения. Участок реки длиной 6 км в нижнем течении с прилегающей лесной зоной шириной 200 м является памятником природы (1989 г.).

## Данные водного реестра
По данным государственного водного реестра России относится к Камскому бассейновому округу, водохозяйственный участок реки — Вятка от города Вятские Поляны и до устья, речной подбассейн реки — Вятка. Речной бассейн реки — Кама.
Код объекта в государственном водном реестре — 10010300612111100040523.